# Corallochytrium
Corallochytrium es un género de protistas de la clase Pluriformea. Es un organismo marino no flagelado y saprofito encontrado usualmente en los atolones del océano Índico. Fue identificado por primera vez en la laguna de un atolón coralino de las islas Laquedivas en el mar de Arabia. Este organismo unicelular esférico experimenta fisiones binarias sucesivas de tal forma que las células hijas (hasta 32) permanecen empaquetadas dentro de la célula madre, hasta que finalmente salen a través de uno o más poros de su pared celular. Las células hijas, consideradas endosporas por algunos autores, se comportan como células ameboides alargadas. Significativamente, las mitocondrias tienen crestas planas.